# Consistorie

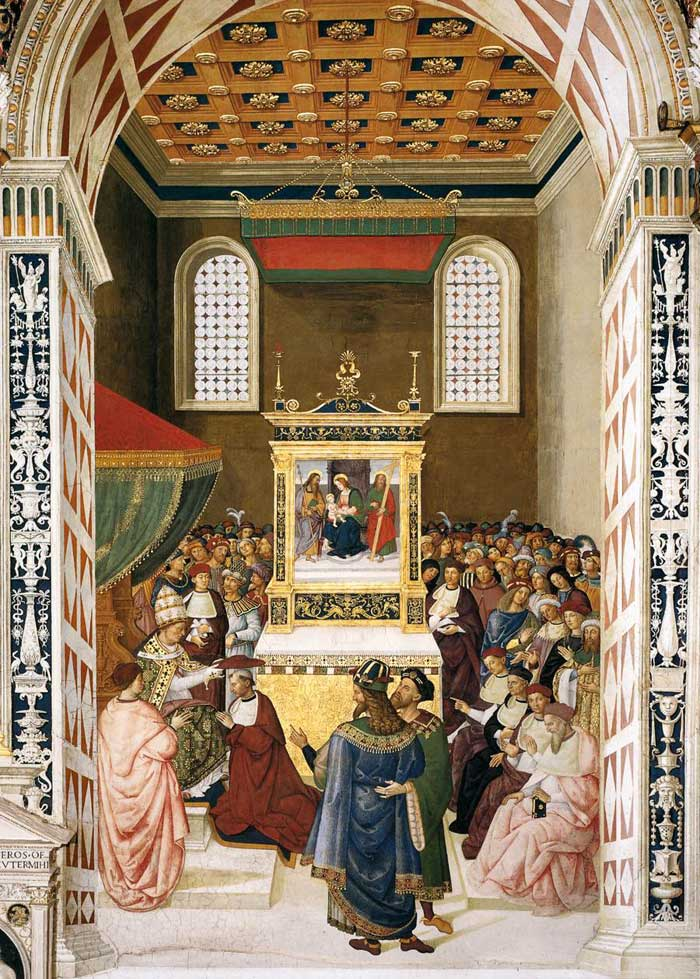
Paus Calixtus III (1455-1458) creëert een kardinaal

Een consistorie is in de Rooms-Katholieke Kerk een vergadering van de paus met de kardinalen. Meestal wordt dit bijeengeroepen om belangwekkende zaken omtrent het bestuur van de Katholieke Kerk te bespreken. Een consistorie verschilt van een conclaaf, waarin de kardinalen niet onder leiding van een paus bijeen komen (de paus is dan namelijk overleden of afgetreden), maar juist om een opvolger te kiezen. In een consistorie is de paus altijd de voorzitter van de vergadering. Wel kan hij een kardinaal delegeren om namens hem de vergadering voor te zitten.
In lutherse kerken wordt het woord consistorie ook gebruikt voor een vergadering van bestuurders. Zo was het Amsterdams Consistorie het hoogste bestuursorgaan van de lutherse kerken binnen Nederland.

## Geschiedenis
Het consistorie fungeerde in de middeleeuwen als de hofraad van de paus, bestaande uit kardinalen. Als belangrijkste geestelijken van Rome werden de kardinalen vermoedelijk al sinds de 3e eeuw door hun bisschop, de paus, geraadpleegd. Dit leidde ertoe dat in 1059 bepaald werd dat voortaan alleen kardinalen een nieuwe bisschop en daarmee dus een nieuwe paus mochten kiezen.
Het college van paus en kardinalen sprak aanvankelijk ook recht. Geschillen die de paus niet zelf wilde beslissen of niet aan zijn kardinalen wilde overlaten, werden rond het jaar 1000 overgelaten aan de pauselijke kapelaans (Cappellani Papae). Aanvankelijk waren zij alleen bevoegd de zaken aan te horen (audire causas), en worden om die reden tot op heden "auditor" genoemd. Paus Innocentius III (1198-1216) gaf hun ook de bevoegdheid oordelen te vellen, maar pas in de 14e eeuw groeide dit hof van kapelaans uit tot een zelfstandige instelling, die bekend kwam te staan als de Romeinse Rota.
Voor zwaardere politieke en religieuze vraagstukken riep de paus aanvankelijk provinciale concilies bijeen, die alle Italiaanse bisschoppen omvatten. Paus Innocentius II begon echter in plaats daarvan in 1141 met het "in consistorie" raadplegen van de kardinalen. Daardoor werden er na het eind van de 12e eeuw geen provinciale concilies meer gehouden. Het College van Kardinalen werd hiermee een soort senaat van de Kerk, vergelijkbaar met het kapittel van kanunniken dat in vele bisdommen de bisschop koos en adviseerde.
Omdat de paus niet alleen bisschop van Rome was, maar tegelijk de opperherder van de gehele Latijnse Kerk, werden ook in de consistorievergaderingen van het College van Kardinalen alle mogelijke zaken besproken, zowel van kerkelijke, religieuze als politieke aard. Met de toenemende macht en invloed van het pausschap, nam ook de noodzaak tot het raadplegen van de kardinalen sterk toe. Reeds aan het begin van de 13e eeuw vergaderde het driemaal per week. Het aantal kardinalen lag in de late middeleeuwen tussen de twintig en dertig, maar daalde soms tot onder tien.
Mede door de problemen die de Reformatie veroorzaakte, nam in de 16e eeuw het aantal zaken waarover de paus diende te beslissen dermate toe, dat het College van Kardinalen die niet meer alleen aankon. Paus Sixtus V schafte daarom in 1588 het consistorie als algemeen adviesorgaan af en stelde diverse gespecialiseerde congregaties in. Dit waren commissies bestaande uit enkele kardinalen en deze zouden uitgroeien tot de "ministeries" van de Romeinse Curie. Het volledige consistorie werd voortaan alleen nog bijeengeroepen voor heiligverklaringen en de creatie van nieuwe kardinalen.

## Het consistorie in de moderne tijd
Het bijeenroepen van het College van Kardinalen voor een consistorie, kan verschillende redenen hebben:
- Een consistorie om zich rond een hangende kerkelijke aangelegenheid te bezinnen
- Een consistorie om de decreten voor heilig- en zaligverklaringen te bekrachtigen.
- Een consistorie om namen van nieuwe kardinalen bekend te maken.

In een Geheim Consistorie worden veelal de namen bekendgemaakt van diegenen die de paus tot kardinaal wil creëren.
In een Openbaar Consistorie wordt de feitelijke verheffing tot kardinaal bekrachtigd door het uitreiken van de rode bonnet (vroeger was dat de kardinaalshoed) en de toekenning van een titeldiakonie, titelkerk of suburbicair bisdom. Een dergelijk consistorie wordt gewoonlijk minimaal een maand van tevoren bekendgemaakt.
Paus Benedictus XVI riep in maart 2006 en november 2007 een consistorie samen met als thema: de aanhangers van de Priesterbroederschap Sint Pius X en de dialoog met de Islam. Op 19 november 2010 was er een consistorie met als thema's: de relatie met de Anglicaanse Kerk, de godsdienstvrijheid wereldwijd, de liturgie in het leven van de Kerk vandaag en het seksueel misbruik binnen de katholieke Kerk. De Prefect van de Congregatie voor de Geloofsleer, William Levada, was de voorzitter van dit consistorie.

## Een toekomstig consistorie
Over een toekomstig consistorie kan nooit iets met zekerheid worden gezegd. Wel is aannemelijk dat de paus, die een consistorie bijeen moet roepen, rekening houdt met de leeftijdsopbouw binnen het College van Kardinalen. Sinds Romano Pontifici Eligendo van paus Paulus VI is het aantal kiesgerechtigde kardinalen vastgesteld op 120. Kiesgerechtigd zijn sinds het motu proprio Ingravescentem Ætatem, van diezelfde paus, alleen díe kardinalen die jonger zijn dan 80 jaar. In de regel trachten pausen sindsdien het aantal stemgerechtigde kardinalen rond de 120 te houden. Daarbij kijken ze enerzijds naar de leeftijdsopbouw van het College, en anderzijds naar de bezetting van zowel de hoogste posten binnen de Romeinse Curie als van de metropolitane aartsbisdommen die mogelijk voor een kardinaalshoed in aanmerking komen.

## Recente consistories waarin nieuwe kardinalen werden gecreëerd
| Onder paus Franciscus         |                                 |    |                        |                             |    |                   |                     |                     |  |            |
| datum consistorie             | totaal aantal nieuwe kardinalen |    | waarvan stemgerechtigd | waarvan niet stemgerechtigd |    | kardinaal- diaken | kardinaal- priester | kardinaal- bisschop |  | in pectore |
| 7 December 2024               | 21                              | 20 | 1                      | 16                          | 5  |                   |                     |                     |  |            |
| 30 september 2023             | 21                              | 18 | 3                      | 13                          | 8  |                   |                     |                     |  |            |
| 27 augustus 2022              | 20                              | 16 | 4                      | 5                           | 15 |                   |                     |                     |  |            |
| 28 november 2020              | 13                              | 9  | 4                      | 6                           | 7  |                   |                     |                     |  |            |
| 5 oktober 2019                | 13                              | 10 | 3                      | 3                           | 10 |                   |                     |                     |  |            |
| 28 juni 2018                  | 14                              | 11 | 3                      | 4                           | 9  | 1                 |                     |                     |  |            |
| 28 juni 2017                  | 5                               | 5  |                        |                             | 5  |                   |                     |                     |  |            |
| 19 november 2016              | 17                              | 13 | 4                      |                             |    |                   |                     |                     |  |            |
| 14 februari 2015              | 20                              | 15 | 5                      | 3                           | 17 |                   |                     |                     |  |            |
| 22 februari 2014              | 19                              | 16 | 3                      | 4                           | 15 |                   |                     |                     |  |            |
| Onder paus Benedictus XVI     |                                 |    |                        |                             |    |                   |                     |                     |  |            |
| datum consistorie             | totaal aantal nieuwe kardinalen |    | waarvan stemgerechtigd | waarvan niet stemgerechtigd |    | kardinaal- diaken | kardinaal- priester | kardinaal- bisschop |  | in pectore |
| 24 november 2012              | 6                               | 6  |                        | 1                           | 4  | 1                 |                     |                     |  |            |
| 18 februari 2012              | 22                              | 18 | 4                      | 13                          | 9  |                   |                     |                     |  |            |
| 20 november 2010              | 24                              | 20 | 4                      | 13                          | 10 | 1                 |                     |                     |  |            |
| 24 november 2007              | 23                              | 18 | 5                      | 10                          | 12 | 1                 |                     |                     |  |            |
| 24 maart 2006                 | 15                              | 12 | 3                      | 6                           | 9  |                   |                     |                     |  |            |
| Onder paus Johannes Paulus II |                                 |    |                        |                             |    |                   |                     |                     |  |            |
| datum consistorie             | totaal aantal nieuwe kardinalen |    | waarvan stemgerechtigd | waarvan niet stemgerechtigd |    | kardinaal- diaken | kardinaal- priester | kardinaal- bisschop |  | in pectore |
| 21 oktober 2003               | 30                              | 26 | 4                      | 11                          | 19 |                   | (1)                 |                     |  |            |
| 21 februari 2001              | 42                              | 38 | 4                      | 12                          | 28 | 2                 |                     |                     |  |            |
| 21 februari 1998              | 22                              | 19 | 1                      | 8                           | 12 |                   | 2                   |                     |  |            |
| 26 november 1994              | 30                              | 24 | 6                      | 8                           | 21 | 1                 |                     |                     |  |            |
| 28 juni 1991                  | 22                              | 20 | 2                      | 7                           | 15 |                   |                     |                     |  |            |
| 28 juni 1988                  | 24                              | 24 |                        | 4                           | 20 |                   |                     |                     |  |            |
| 25 mei 1985                   | 28                              | 27 | 1                      | 13                          | 15 |                   |                     |                     |  |            |
| 2 februari 1983               | 18                              | 16 | 2                      | 3                           | 14 | 1                 |                     |                     |  |            |
| 30 juni 1979                  | 15                              | 14 |                        | 4                           | 10 |                   | 1                   |                     |  |            |